# Телевидение в Хорватии
Телевидение в Хорватии отсчитывает свою историю с 1956 года. 29 февраля 1956 началось экспериментальное телевещание на территории Социалистической Республики Хорватии. 15 мая 1956, когда в день 30-летия Радио Загреба началось вещание итальянской телепрограммы RAI 1. Первый прямой эфир состоялся 7 сентября 1956 с открытия Загребской ярмарки, а первая телестудия официально была открыта в гостинице «Томиславов дом» на холме Слеме.

## Наземное вещание

### Общественные телеканалы
Общественное телевидение представляется компанией «Радио и телевидение Хорватии», в состав которой входят четыре канала: HRT 1, HRT 2, HRT 3 и HRT 4. В годы Югославии существовали два канала (третий и четвёртый открылись уже после распада Югославии).

### Частные телеканалы
- Первым частным телеканалом Хорватии, охватившим всю территорию страны, стал Nova TV, запущенный 3 ноября 2000. В 2011 году был открыт его сестринский проект под названием Doma TV.
- Из международного медиахолдинга RTL Group в Хорватии работают три телеканала: RTL Televizija, RTL 2 и RTL Kockica.
- Лейбл Croatia Records является владельцем музыкального телеканала Croatian Music Channel.
- С 2011 года вещает спортивный телеканал Sportska televizija, владельцем которого является Олимпийский комитет Хорватии.

### Региональное вещание
Система наземного цифрового телевещания разделена на девять регионов, в каждом из которых есть свои региональные телеканалы. Также есть некоторые телеканалы, вещающие только в пределах крупных городов.

## Кабельное, спутниковое и интернет-вещание
В Хорватии насчитывается несколько операторов спутникового, кабельного и интернет-телевещания, предлагающих различные пакеты телепрограмм. Крупнейшими являются компании T-Hrvatski Telekom и Vipnet, представляющие интернет- и спутниковое телевещание. Популярностью пользуются их дочерние предприятия MAXtv и Vip SAT TV. Платное телевидение предоставляется и при помощи Хорватской почты, которая предоставляет пакет каналов в формате наземного вещания.